# The Night That Never Happened
Pour plus de détails, voir Fiche technique et Distribution.
The Night That Never Happened est un film américain réalisé par James Wvinner, sorti en 1997.

## Fiche technique
- Titre : The Night That Never Happened
- Réalisation : James Wvinner
- Scénario : Sahara Riley
- Producteur : William Burke
- Producteur exécutif : Edward Holzman, Eric S. Deutsch
- Production : Mystique Films Inc.
- Distributeur :
- Musique : Chris Anderson, Carl Schurtz
- Pays de production :  États-Unis
- Langue d'origine : Anglais américain
- Lieux de tournage : Los Angeles, Californie, États-Unis
- Genre : Drame, érotique
- Durée : 1 h 35
- Date de sortie : 
  - États-Unis : 1997

## Distribution
- Lisa Boyle : Roxy
- Colleen McDermott : Tori
- Kira Reed : Claire
- Joshua D. Comen : Brad
- Scott Coppola : Jeremy
- Judd Dunning : Rat
- David Millbern : Eric
- Sandy Wasko : Candy
- Marie Webster : Tanya
- James Wellington : Sid
- Nikki Nova : L.A. Babe
- Harrison Young : Dad
- Linda O'Neil : Dancer
- Sandra Washington : Dancer
- Frank Jennings : Bookie